# 薩馬里亞 (印第安納州)
薩馬里亞（英語：Samaria）是位於美國印地安納州約翰遜縣的一個非建制地區。該地的面積和人口皆未知。